# Brotuna
Brotuna – wieś w Rumunii, w okręgu Hunedoara, w gminie Vața de Jos. W 2011 roku liczyła 260 mieszkańców.